# Mortugaba
Mortugaba é um município brasileiro do estado da Bahia, distante cerca de 743 quilômetros da capital. De acordo com o censo do IBGE de 2022 Mortugaba tem uma população de 11.143 habitantes. Mortugaba faz divisa com Jacaraci, Condeúba, Montezuma (Minas Gerais) e Espinosa (Minas Gerais). O município faz parte da Microrregião de Guanambi. Tambem integra o território identidade do sudoeste baiano, proposto pela Superintendencia de Estudos Economicos e Sociais da Bahia.

## História
No começo do século XIX, teve início o povoamento do território, integrante do município de Jacaraci, por fazendeiros que alí se fixaram, desenvolvendo a agropecuária. Em 1886, Balbino Coelho comprou o sítio Lagoa da Malva onde se estabeleceu com sua família, e dos irmãos Carvalho. Formou-se então o povoado de Boa Vista, em 1892. No mesmo ano, Júlio Carvalho instalou uma loja de tecidos, iniciando o comércio do povoado. Em 1921 foi construída a capela de São João e, em 1930 a primeira Escola Pública, o distrito foi criado com nome de 'Tabajara' em 1938 pela lei nº 11.089. Em 1943, alterou-se o topônimo para Mortugaba. O município desmembrado do de Jacaraci foi criado em 30 de novembro de 1961 pela lei nº 1.566. Tendo como primeiro Prefeito o Sr. Israel Silva.

## Administração
- Prefeito: RITA DE CÁSSIA CERQUEIRA DOS SANTOS (2024/2028)[7]
- Vice-prefeito: ALBERTO LÁZARO BRITO JUIZ (2024/2028)
- Presidente da câmara: Aparício Martins Rocha (2017/2018)